# П'єзоелектрики
П'єзоелектри́чні матеріа́ли (п'єзоелектрики) — це речовини що змінюють свої розміри при подачі до них електричного поля, і навпаки при стисненні яких на певних точках їхніх поверхонь виникає електричне поле. Широко використовуються в сучасній техніці: давачі тиску, п'єзоелектричні детонатори, джерела звуку величезної потужності, мініатюрні генератори високої напруги, конденсатори тощо. Найчастіше сучасна людина зустрічається з ними наприклад в запальничках.

## Типи речовин, в яких виникає п'єзоелектричний ефект
Найпоширенішим п'єзоелектриком є кварц. П'єзоелектриками можуть бути лише кристалічні речовини, причому лише певних кристалічних класів, які характеризуються відсутністю центра інверсії. Ця обставина викликана тим, що в п'єзоелектриках обов'язково повинні бути виділені напрямки, вздовж яких направлений вектор поляризації при деформації. Загалом такій вимозі задовільняють 20 із 32 можливих кристалічних класів.
П'єзоелектриками можуть бути лише йонні кристали, атоми яких мають визначені додатні й від'ємні заряди. Електричний дипольний момент  виникає в таких кристалах при зміщенні (при деформації) атомів із своїх рівноважних положень.

## Приклади п'єзоелектриків
Крім кварцу до п'єзоелектриків належать також турмалін, цинкова обманка, хлорид натрію, сегнетова сіль, титанат барію і багато інших речовин.